# Чемпіонат світу з художньої гімнастики 2018
Чемпіонат світу з художньої гімнастики 2018 пройшов з 10 по 16 вересня в місті Софія, Болгарія, на спортивному стадіоні Армеєць. На цьому чемпіонаті світу були розіграні квоти на Олімпійські ігри 2020 у груповому багатоборстві. Тоді вперше в історії участі Італії на чемпіонатах світу в індивідуальних вправах італійська гімнастка Мілена Балдассарі здобула срібну медаль у вправі зі стрічкою, а Александра Аджурджукулезе - бронзу у вправі з м'ячем. Італійська збірна виграла бронзові медалі в командній першості.

## Медалісти
| Дисципліна         | Золото                                                | Срібло                                                | Бронза                                                           |
| Команда            | Команда                                               | Команда                                               | Команда                                                          |
| ------------------ | ----------------------------------------------------- | ----------------------------------------------------- | ---------------------------------------------------------------- |
| Командна першість  | Росія Діна Аверіна Аріна Аверіна Олександра Солдатова | Болгарія Невяна Владінова Боряна Калейн Катрін Тасева | Італія Мілена Балдассарі Александра Аджурджукулезе Алессія Руссо |
| Особиста першість  |                                                       |                                                       |                                                                  |
| Абсолютна першість | Діна Аверіна (RUS)                                    | Ліной Ашрам (ISR)                                     | Олександра Солдатова (RUS)                                       |
| Вправа з булавами  | Діна Аверіна (RUS)                                    | Катерина Галкіна (BLR)                                | Аріна Аверіна (RUS)                                              |
| Вправа з обручем   | Діна Аверіна (RUS)                                    | Ліной Ашрам (ISR)                                     | Аріна Аверіна (RUS)                                              |
| Вправа зі стрічкою | Олександра Солдатова (RUS)                            | Мілена Балдассарі (ITA)                               | Ліной Ашрам (ISR)                                                |
| Вправа з м'ячем    | Діна Аверіна (RUS)                                    | Олександра Солдатова (RUS)                            | Александра Аджурджукулезе (ITA)                                  |

## Медалісти (групові вправи)
| Дисципліна           | Золото         | Срібло         | Бронза         |
| Групові вправи       | Групові вправи | Групові вправи | Групові вправи |
| -------------------- | -------------- | -------------- | -------------- |
| Групова першість     | Росія          | Італія         | Болгарія       |
| 5 обручів            | Болгарія       | Японія         | Італія         |
| 3 м'ячі + 2 скакалки | Італія         | Росія          | Україна        |

Склад збірної України у групових вправах: Аліна Бихно (резерв), Тетяна Довженко, Валерія Ханіна, Діана Мижерицька, Анастасія Возняк та Валерія Юзьвяк.

## Медальний залік
| Місце               | Країна              | Золото | Срібло | Бронза | Загалом |
| ------------------- | ------------------- | ------ | ------ | ------ | ------- |
| 1                   | Росія               | 7      | 2      | 3      | 12      |
| 2                   | Італія              | 1      | 2      | 3      | 6       |
| 3                   | Болгарія            | 1      | 1      | 1      | 3       |
| 4                   | Ізраїль             | 0      | 2      | 1      | 3       |
| 5                   | Білорусь            | 0      | 1      | 0      | 1       |
| 5                   | Японія              | 0      | 1      | 0      | 1       |
| 7                   | Україна             | 0      | 0      | 1      | 1       |
| Загалом (7 збірних) | Загалом (7 збірних) | 9      | 9      | 9      | 27      |